# ارل بارت
ارل دلیسر بارت (به انگلیسی: Earl Delisser Barrett) بازیکن فوتبال زادهٔ ۲۸ آوریل ۱۹۶۷ اهل کشور انگلستان که سابقهٔ بازی در تیم ملی فوتبال انگلستان را در کارنامهٔ خود دارد. وی در تاریخ ۳ ژوئن ۱۹۹۱ نخستین بازی ملی خود را در مقابل تیم ملی فوتبال نیوزیلند انجام داد و با حضور در ۳ بازی ملی، در تاریخ ۱۹ ژوئن ۱۹۹۳ واپسین بازی ملی‌اش را در برابر تیم ملی فوتبال آلمان برگزار کرد.